# Sukhoj Su-75
Sukhoj Su-75 "Checkmate" (russisk: Сухой Су-75; også kaldet Sukhoj LTS (Light Tactical Aircraft), er et en-motoret 5. generations jagerfly/multirollefly med stealth-egenskaber. Flyet er under udvikling af russiske Sukhoj og forventes at blive taget i brug af Ruslands luftvåben og at blive eksporteret. Da flyet er under udvikling, bærer det også navnet T-75.

## Udvikling
En prototype blev fremvist på 2021 udgaven af MAKS air show med Ruslands præsident Vladimir Putin blandt publikum. Flyets jomfruflyvning er planlagt til 2023 og det forventes, at flyet kan leveres fra 2026-2027. Su-75 er designet til at være et relativt billigt fly og egnet til de russiske eksportmarkeder, og angives ifølge Sukhoj til at kunne konkurrere med amerikanske Lockheed Martin F-35 Lightning II og kinesiske Shenyang FC-31 inden for den samme kategori af lette til medium-multirollefly. Produktionen forventes at ligge på 300 fly over de næste 15 år.
Ifølge den russiske teknologivirksomhed Rostec vil prisen på "Checkmate"-flyet ligge på mellem 25 og 30 millioner $ pr. stk. Til sammenligning koster det amerikanske F-35 mere end 100 millioner $ pr. stk.

## Design

### Overordnet
Flyet har et luftindtag efter samme princip som den amerikanske F-16, et V-formet haleparti og interne våbenmagasiner designet for at reducere synbarhed for radar. De store vinger indikerer, at flyet er desinget til at flyve i højder af 40.000 fod (12,2 km) og højere.
I stedet for separate højderor og sideror har Su-75 "ruddervators" identisk med Northrop YF-23 (en). Flyets V-formede haleparti med "ruddervators" kræver udvikling af avanceret avionics, der skal udvikles af Sukhoj, da denne funktionalitet ikke tidligere er anvendt i Sukhojs fly.
Ifølge producenten er Checkmate konstrueret til at kunne opnå en rækkevidde på op til 3.000 km med en lagt på op til 7.400 kg og opnå hastighed på op til mach 1,8-2,0. Flyet er udstyret med et internt våbenmagasin med fem missiler og en maskinkanon.

### Motor
Det formodes, at flyets motor vil blive den samme NPO Saturn Izdeliye 30-motor, der også anvendes til Sukhoi Su-57's variant Su-57M. Izdeliye 30 vejer 30% mindre en dens forgænger AL-41F1 og er 18% mere effektiv med en anslået ydelse ("thrust") på 107,9 kN (171,7 kN med afterburner. Det forventes, at Izdeliye 30-motoren vil have en længere levetid end andre russiske flymotorer; motoren er dog endnu ikke i serieproduktion.

### Cockpit
Det var ikke muligt at tage billeder af cockpittet under præsentationen af flyet og udseendet og konstruktionen kendes derfor ikke i detaljer. En vestlig journalist fra NBC News har dog fået forevist cockpittet i det udstillede fly og beskriver dette som havende et layout tilsvanrede Su-57'eren med et canopy af glas med to 38 cm multifunktionelle LCD-skærme tilsvarende, hvad er benyttet til Su-35S. Cockpittet har et vidvinklet (30° x 22°) "head-up display" (HUD).

## Varianter
Der er oplysninger om, at en ubemandet variant er under udvikling. En to-sædet version kan udvikles, hvis der er behov i markedet, ligesom en variant til brug på hangarskibe er under overvejelse.

## Mulige eksportkunder
Rostec forventer, at Argentina, Indien og Vietnam vil være de primære eksportmarkeder for flyet, ligesom nogle afrikanske lande skulle have udvist interesse.
Der er dog fra vestlig side sat spørgsmålstegn ved realismen i projektet. Rusland har udfordringer med at finansiere sin udvikling af avancerede jagerfly, og kæmper med at få sat den større og dyrere Su-57 i serieproduktion. Udviklingen af Sukhoj S-75 "Checkmate" er bekostelig, og udviklingen vil formentlig være afhængig af opnåelsen af eksportordrer. Selvom Ruslands luftvåben kan have behov for et fly, der kan tage kampen op mod amerikanske F-35 og F-22, er det ikke nødvendigvis disse opgaver, der prioriteres af de potentielle eksportkunder.

## Lignende fly
- Mikojan LMFS
- Mikojan Project 1.44
- Mikojan PAK DP
- Sukhoj Su-57